# محمد الموجي
محمد الموجي (4 مارس 1923 - 1 يوليو 1995) هو أحد أبرز المجددين في الموسيقى والغناء العربيين بعد ثورة يوليو 1952، حيث يحمل رصيده أكثر من 1800 لحن لأغنية.

## حياته
ولد محمد أمين محمد الموجي في بيلا في كفر الشيخ، كان والده عازفًا على الكمان والعود، مما جعل الموجي يتقن عزف العود مبكرًا في الثامنة من العمر. حصل على دبلوم الزراعة عام 1944، وعمل في عدة وظائف، ثم ظهرت ميوله إلى الغناء، وبدأ مشواره الفني بالعزف على العود في فرقة (صفية حلمي)، ثم فرقة (بديعة مصابني)، ثم اتجه إلى التلحين في عام 1951 عبر الإذاعة.
وكانت أول أغنياته «صافيني مرة»، التي غناها عبد الحليم حافظ. كان محمد الموجي ملحناً موهوباً وطموحاً، وقد ساهم في اكتشاف بعض الأصوات الغنائية الكبيرة منهم: هاني شاكر وأميرة سالم. مرض محمد الموجي ثم توفي في 1 يوليو 1995. وقد ترك تراثاً قيّماً من الألحان العربية الأصيلة والمجددة في نفس الوقت.

## محمد الموجي وأم كلثوم
التقى الموجي مع أم كلثوم في عدد من الأغاني أشهرها «للصبر حدود» عام 1963، و«اسأل روحك» عام 1970، وكلاهما من تأليف عبد الوهاب محمد، و«حانة الأقدار» و«أوقدوا الشموس» وكلاهما من تأليف طاهر أبو فاشا. أما باقي الأغاني فهي أغان وطنية مثل «يا صوت بلدنا»، «يا سلام ع الأمة»، وكلاهما من تأليف عبد الفتاح مصطفى، و«أنشودة الجلاء» لأحمد رامي، و«محلاك يا مصري» لصلاح جاهين.

## محمد الموجي وعبد الحليم حافظ
التقى الموجي مع عبد الحليم حافظ في الإذاعة، وقدما نحو 54 أغنية عاطفية، ووطنية، ودينية، وما مجموعه 88 لحن.
- مع الشاعر مرسي جميل عزيز التقيا في عدد من الأغاني بعضها للإذاعة مثل «الجمال هوّ»، «إصحى وقوم»، «مالك ومالي»، «اسبقني يا قلبي»، وبعضها الآخر للأفلام مثل «يا قلبي خبّي»، «ليه تشغل بالك»، «الليالي»، «حبّك نار»، «أحبّك». كما التقيا معه في أغان وطنية مثل «الفوازير»، وأغاني فيلم «أدهم الشرقاوي».
- مع الشاعر سمير محجوب التقيا في عدة أغان في بدايات عبد الحليم مثل «صافيني مرة» (وهي الأغنية التي أدّت لشهرة عبد الحليم)، «ظالم»، «بتقوللي بكرة»، «يا حلو يا سمر»، «يا مواعدني بكرة»، «سلامات ازيكم»، «الحق عليّا»، «إيه فكرك».
- مع الشاعر عبد الفتاح مصطفى التقيا في مجموعة من الابتهالات الدينية مثل «أنا من تراب».
- لحّن الموجي أيضاً لعبد الحليم قصيدتين من تأليف نزار قباني هما «رسالة من تحت الماء»، و«قارئة الفنجان» (والأخيرة تعتبر من أجمل ما غنّى عبد الحليم، وهي آخر ما غنّى).
- كما لحّن الموجي لعبد الحليم مجموعة من الأغاني لشعراء آخرين مثل «يا واحشني»، «الليل أنوار وسمر»، «مغرور» وكلها لمحمد حلاوة، «جبّار» لحسين السيد، «لو كنت يوم أنساك» لمأمون الشناوي، «نسيم الفجرية» لحسن محمد طه، «خليك معايا»، و«لايق عليك الخال» لعبد المنعم السباعي، «حبيبها» لكامل الشناوي، «كامل الأوصاف» لمجدي نجيب، «أحضان الحبايب» لعبد الرحمن الأبنودي، «أحن إليك» لمحمد علي أحمد، «نداء الماضي» لمحمود حسن إسماعيل، «يا مالكا قلبي» للشاعر الأمير عبد الله الفيصل عام 1973.
- كما لحّن الموجي لعبد الحليم مجموعة من الأغاني الوطنية مثل «بستان الاشتراكية» لصلاح جاهين، «لفي البلاد يا صبية»، «النجمة مالت ع القمر» وكلاهما لمحسن الخياط.

## محمد الموجي وفايزة أحمد
التقى الموجي مع فايزة أحمد في عدد من الأغاني التي حقق بعضها شهرة واسعة.
- مع الشاعر مرسي جميل عزيز إلتقيا في عدة أغان مثل «أنا قلبي إليك ميّال»، «ياما القمر ع الباب»، «بيت العز»، «حيران»، «تعالالي يابا»، «على البساط السندسي»، «ليه يا قلبي ليه»، «يا الأسمراني»، «قلبي عليك يا خي».
- كما لحّن الموجي لفايزة أغان أخرى لشعراء آخرين مثل «م الباب للشبّاك» لعبد العزيز سلام، «تمر حنة» لجليل البنداري، «غلطة واحدة» لمحمد حلاوة، «إلهي يحرسك م العين» لعلي الفقي.

## وردة ومحمد الموجي
أول لقاء فني بين وردة والموجي كان من خلال أغنية يا قلبي يا عصفور وأمل الليالي التي كتب كلماتها علي مهدي وغنتها وردة في فيلم أميرة العرب وبعدها تتالت اللقاءات والأعمال مثل
- أحبها - مستحيل ـ موشح يا عيوني ـ أغاني المسلسل الإذاعي دندش ـ عايزه أحب ـ ومالي بس ـ وعدي يانينه ـ إتحملت كتير ـ راجعين تاني ـ لازم نفترق ـ أكدب عليك ـ أهلا يا حب ـ ومجموعة كبيرة من التسابيح الدينية
- سبحان الله ـ قلب الأم ـ هذه النملة ـ ترنيمة الكروان ـ سجدوا الملائكة ـ إنت البداية ـ يا رب
- مقسم الرزق ـ على مبنى كل هلال ـ عدت بحور غربتي ـ سبحانه رب الوجود ـ الليل
- شايفاك بكل الجوارح ـ خلقت آدم ـ ناديت عليك

## محمد الموجي مع مطربين آخرين
- لحّن الموجي العديد من الأغاني الأخرى لمطربين آخرين مثل:
- شادية: شباكنا ستايره حرير، بوست القمر، قالي الوداع، غاب القمر يا ابن عمي، أصالحك بإيه.
- محرم فؤاد: رمش عينه،الحلوة داير شباكها و كلاهما من تأليف مرسي جميل عزيز .
- عزيزة جلال: هو الحب لعبة، إلا أول ما تقابلنا و كلاهما من تأليف مأمون الشناوي
- عفاف راضي: يهديك يرضيك ، عوج الطاقية و كلاهما من تأليف مرسي جميل عزيز .
- مصطفى أحمد ( الكويت ) : هويتك ( عمر الورد )
- ميادة الحناوي: جبت قلب منين ( تأليف مرسي جميل عزيز ) يا غائباً لا يغيب ( شعر فاروق شوشة ) ، أسمع عتابي ( تأليف محمد حلاوة ) وأغنية زي الربيع ( تأليف عبد السلام أمين )
- نجاة الصغيرة:[3][4] حبيبي لولا السهر ( تأليف مرسي جميل عزيز )، أما براوة (من فيلم إبنتي العزيزة), عيون القلب ( تأليف عبد الرحمن الأبنودي ) وهي من أشهر أغانيها.
- محمد قنديل: منديل الحلو ، يا حلو صبح .
- كمال حسني: غالي عليّ.
- طلال مداح: ضايع في المحبة، لي طلب.
- ابتسام لطفي: لا تطل بالله بعدك (بعد الحبيبي) للشاعر أحمد رامي
- ماهر العطار: بلغوه، داب داب، دوبوني الغمزتين.
- سميرة سعيد: أنا ليك، شط الحبايب، يا دمعتي هدي، عيد الندى، ملك السلام، مغربية عربية.* علي الحجار: مقدمة ونهاية مسلسل عمر بن عبد العزيز من أشعار عبد السلام أمين.
- صباح: الحلو ليه تقلان قوي، الدوامة، الحب مش زي العسل مع كمال الشـناوي.[5]

## محمد الموجى و فرقة الفنون الشعبية فى الاسكندرية
ذهب الموسيقار محمد الموجي إلى الإسكندرية في عام 1966 لإعداد موسيقى وألحان لبرنامج غنائي لفرقة الفنون الشعبية بالإسكندرية، وكان من تأليف الشاعر السكندري محمود الكمشوشي. كان الموجي يسعى لأن يكون لهذا العمل لون خاص يختلف عن لون الفرق الشعبية الأخرى. كانت الرقصات الغنائية في البرنامج مزيجًا من التابلوهات والأوبريتات.
قبل أن يبدأ الموجي في تنفيذ موسيقى البرنامج، قرر التوجه إلى الإسكندرية لمدة شهر ونصف ليتجول في أحيائها ويستمع إلى الأغاني الإسكندرانية، برفقة المؤلف محمود الكمشوشي. وقد قاموا بتقديم تسعة تابلوهات ناجحة، تم عرضها على مسرح الإسكندرية في حديقة الشاطبي.

## اقرأ أيضا
- كمال الطويل
- موسيقى مصرية

## وصلات خارجية
- محمد الموجي على موقع الدهليز
- محمد الموجي على موقع قاعدة بيانات الأفلام العربية